# Квітуча гора (заказник)
Квіту́ча Гора́ — ботанічний заказник місцевого значення в Україні. Розташований у межах Дубенського району Рівненської області, неподалік від села Мильча. 
Площа 50 га. Статус надано згідно з рішенням обласної ради від 27.05.2005 року № 584. Перебуває у віданні: ДП СЛАП «Дубенський держспецлісгосп» (кв. 23, вид. 1-5, 18), Мильчанська сільська рада. 
Статус надано для збереження місць зростання степової рослинності. Зростають рідкісні види, зокрема горицвіт весняний та вовче лико пахуче, занесені до Червоної книги України. 
Заказник складається з трьох ділянок, які розташовані на схилах мальовничих пагорбів Повчанської височини. 2016 року на межах заповідної території силами Рівненського екоклубу були встановлені 12 охоронних і 2 інформаційні знаки.